# Protochondracanthus
Protochondracanthus – rodzaj widłonogów z rodziny Chondracanthidae. Nazwa naukowa tego rodzaju skorupiaków została opublikowana w 1950 roku przez parazytologa P. Kirtisinghe.

## Gatunki
- Protochondracanthus alatus (Heller, 1865)
- Protochondracanthus trilobatus (Pillai, 1964)